# Modo lídio
O modo lídio moderno é uma escala musical heptatônica (de sete notas), formada por uma sequência ascendente de alturas composta por três segundas maiores (tons inteiros), um semitom, mais dois tons inteiros e um último semitom.
A reprodução de áudio não é suportada no seu ''browser''. Você pode descarregar o ficheiro de áudio.
Devido à importância da escala maior na música moderna, o modo lídio é frequentemente descrito como a escala que se inicia no quarto grau da escala maior ou, alternativamente, como a escala maior com o quarto grau elevado em meio tom. Essa sequência de alturas descreve aproximadamente a escala subjacente ao quinto dos oito modos gregorianos (ou eclesiásticos), que teoricamente utiliza o Si♮, mas que na prática apresenta com mais frequência o Si♭. O uso do Si♭, em vez do Si♮, tornaria tal peça equivalente à atual escala de Fá maior.

## Modo lídio na Grécia Antiga
O nome "Lídio" refere-se ao antigo reino da Lídia, na Anatólia. Na teoria musical grega, havia uma escala Lídia ou "espécie de oitava", que se estendia de parhypate hypaton até trite diezeugmenon, equivalente no gênero diatônico ao moderno modo jônio (a escala maior).
A reprodução de áudio não é suportada no seu ''browser''. Você pode descarregar o ficheiro de áudio.
Nos gêneros cromático e enarmônico, a escala Lídia era equivalente, respectivamente, a Dó Ré♭ Mi Fá Sol♭ Lá Si Dó e Dó Dó Mi Fá Fá Lá Si Dó, onde "" indica uma elevação da altura em aproximadamente um quarto de tom.
A reprodução de áudio não é suportada no seu ''browser''. Você pode descarregar o ficheiro de áudio.
A reprodução de áudio não é suportada no seu ''browser''. Você pode descarregar o ficheiro de áudio.

## Modo lídio medieval
Na Idade Média e no Renascimento, esse modo era descrito de duas maneiras. A primeira é a espécie de oitava diatônica de Fá até Fá uma oitava acima, dividida em Dó para produzir dois segmentos:
A reprodução de áudio não é suportada no seu ''browser''. Você pode descarregar o ficheiro de áudio.
A segunda forma o descreve como um modo com final em Fá e um âmbito que se estende até o Fá uma oitava acima, no qual a nota Dó era considerada de função melódica importante. Muitos teóricos do período observaram que o Si♭ era usado com mais frequência do que o Si♮ em composições no modo lídio.

## Modo lídio moderno
A escala Lídia pode ser descrita como uma escala maior com o quarto grau da escala elevado em um semitom, formando uma quarta aumentada acima da tônica; por exemplo, uma escala de Fá maior com Si♮ em vez de Si♭. Ou seja, o modo lídio segue a seguinte fórmula:
1, 2, 3, ♯4, 5, 6, 7, 8
A quarta aumentada deste modo e a quinta diminuta do modo lócrio são os únicos modos que apresentam um trítono acima da tônica.
A reprodução de áudio não é suportada no seu ''browser''. Você pode descarregar o ficheiro de áudio.
No modo lídio, os acordes de tônica, dominante e supertônica são todos maiores. O acorde da subdominante é um acorde diminuto. Os acordes construídos sobre os três graus restantes da escala são menores.
Alternativamente, o modo pode ser representado pelo padrão:
tom, tom, tom, semitom, tom, tom, semitom

## Lista de escalas lídio modernas
| Tonalidade maior   | Tonalidade menor    | Armaduras | Tônica | Notas componentes            |
| ------------------ | ------------------- | --------- | ------ | ---------------------------- |
| Dó sustenido maior | Lá sustenido menor  | 7♯        | Fá♯    | Fá♯ Sol♯ Lá♯ Si♯ Dó♯ Ré♯ Mi♯ |
| Fá sustenido maior | Ré sustenido menor  | 6♯        | Si     | Si Dó♯ Ré♯ Mi♯ Fá♯ Sol♯ Lá♯  |
| Si maior           | Sol sustenido menor | 5♯        | Mi     | Mi Fá♯ Sol♯ Lá♯ Si Dó♯ Ré♯   |
| Mi maior           | Dó sustenido menor  | 4♯        | Lá     | Lá Si Dó♯ Ré♯ Mi Fá♯ Sol♯    |
| Lá maior           | Fá sustenido menor  | 3♯        | Ré     | Ré Mi Fá♯ Sol♯ Lá Si Dó♯     |
| Ré maior           | Si menor            | 2♯        | Sol    | Sol Lá Si Dó♯ Ré Mi Fá♯      |
| Sol maior          | Mi menor            | 1♯        | Dó     | Dó Ré Mi Fá♯ Sol Lá Si       |
| Dó maior           | Lá menor            | –         | Fá     | Fá Sol Lá Si Dó Ré Mi        |
| Fá maior           | Ré menor            | 1♭        | Si♭    | Si♭ Dó Ré Mi Fá Sol Lá       |
| Si bemol maior     | Sol menor           | 2♭        | Mi♭    | Mi♭ Fá Sol Lá Si♭ Dó Ré      |
| Mi bemol maior     | Dó menor            | 3♭        | Lá♭    | Lá♭ Si♭ Dó Ré Mi♭ Fá Sol     |
| Lá bemol maior     | Fá menor            | 4♭        | Ré♭    | Ré♭ Mi♭ Fá Sol Lá♭ Si♭ Dó    |
| Ré bemol maior     | Si bemol menor      | 5♭        | Sol♭   | Sol♭ Lá♭ Si♭ Dó Ré♭ Mi♭ Fá   |
| Sol bemol maior    | Mi bemol menor      | 6♭        | Dó♭    | Dó♭ Ré♭ Mi♭ Fá Sol♭ Lá♭ Si♭  |
| Dó bemol maior     | Lá bemol menor      | 7♭        | Fá♭    | Fá♭ Sol♭ Lá♭ Si♭ Dó♭ Ré♭ Mi♭ |

## Composições notáveis no modo lídio

### Populares
Em termos práticos, deve-se dizer que poucas músicas de rock que utilizam modos como o frígio, o lídio ou o lócrio mantêm uma harmonia rigorosamente fixa nesses modos. O que geralmente acontece é que a escala é harmonizada em [acordes com quinta justa] e os riffs são então tocados [sobre] esses [acordes].
- "Billy Goat Hill" (1961), por The Kingston Trio
- "Pretty Ballerina" (1966), por The Left Banke
- "Blue Jay Way" (1967), por The Beatles[6]
- "Peregrine" (1968), por Donovan[6]
- Parte final de "The Trader" (1973), por The Beach Boys
- "Dancing Days" (1973), por Led Zeppelin
- "Terrapin Station" (1977), por The Grateful Dead
- "Mihalis" (1978), por David Gilmour
- "Sara" (1979), por Fleetwood Mac
- "Here Comes My Girl" (1980), por Tom Petty and the Heartbreakers
- "Every Little Thing She Does Is Magic" (1981), por The Police
- "Jason and the Argonauts" (1982), por XTC[7]
- "Head Over Heels" (1985), por Tears for Fears
- Parte final de "Man in the Mirror" (1987), por Michael Jackson
- "Flying in a Blue Dream" (1989), por Joe Satriani
- "Man on the Moon" (1991), por R.E.M.
- "Oceans" (1992), por Pearl Jam
- "When We Dance" (1994), por Sting
- Interlúdio orquestral em "Last Goodbye" (1994), por Jeff Buckley
- Sequência iniciada nas palavras "Much as I definitely enjoy solitude" em "Possibly Maybe" (1996), por Björk[8]
- "Unravel" (1997), por Björk
- "Waltz #1" (1998), por Elliott Smith (Ré♭ Lídio)[9]
- "The Simpsons Theme", por Danny Elfman
- Tema de Cut the Rope, por Alexander Falinski
- "Tema de De Volta para o Futuro", por Alan Silvestri
- "Annie's Song", por John Denver